# Zdzisław Michalski (wioślarz)

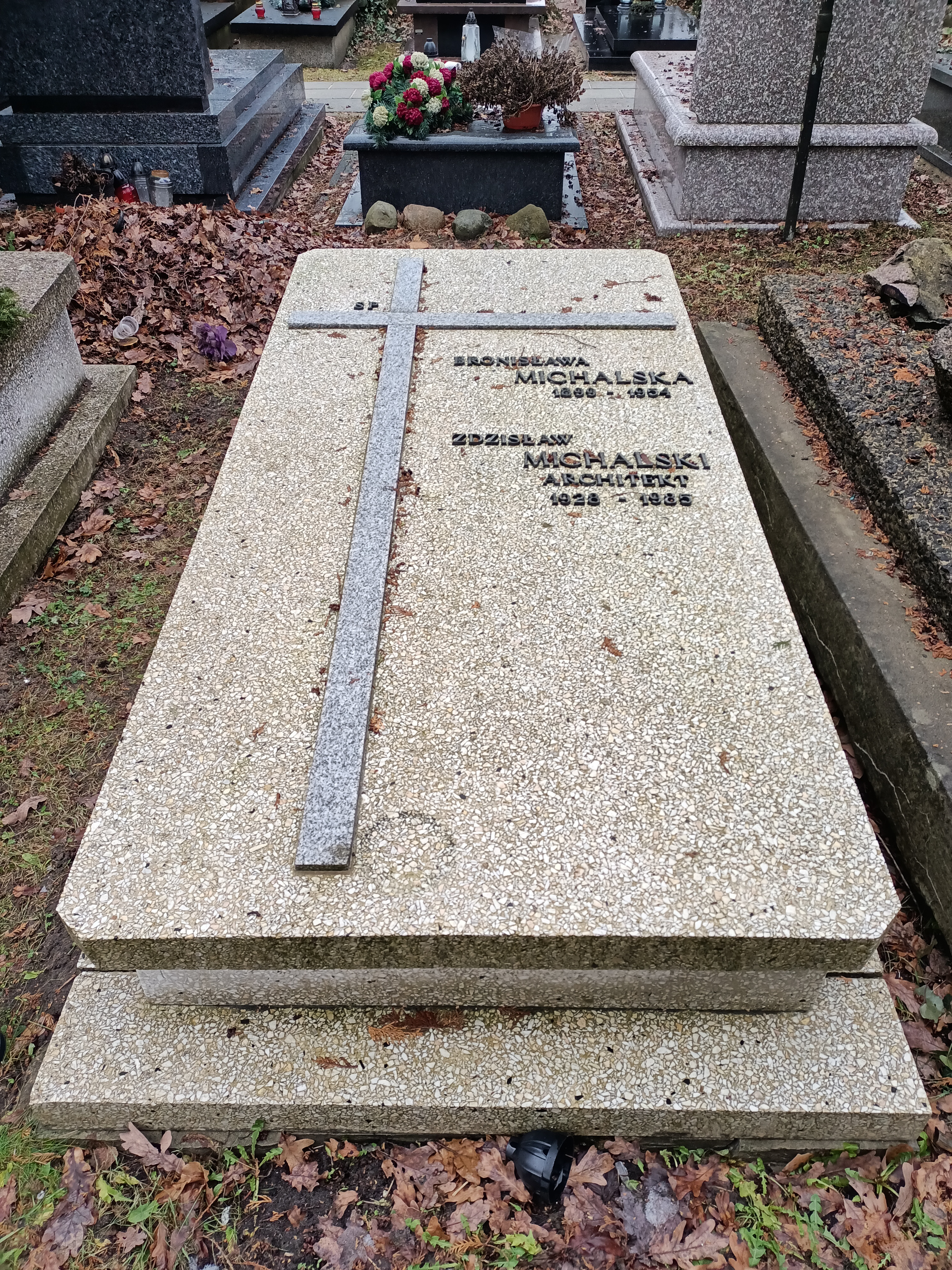
Grób na Cmentarzu Wojskowym na Powązkach

Zdzisław Stefan Michalski (ur. 11 listopada 1928 w Lidzie, zm. 28 września 1985 w Warszawie) – polski wioślarz, architekt, olimpijczyk z Helsinek 1952.

## Życiorys
Był czynnym zawodnikiem (sternikiem) w latach 1949–1960 reprezentującym AZS Kraków. W latach 1949 i 1951 był akademickim mistrzem świata w dwójce ze sternikiem.
Na igrzyskach olimpijskich w 1952 r. reprezentował Polskę w konkurencji dwójek ze sternikiem. Polska osada odpadła w eliminacjach. Osadę tworzyli razem z nim Czesław Lorenc i Romuald Thomas.